# ويليام ماثيوز (شاعر)
ويليام ماثيوز (بالإنجليزية: William Matthews)‏ هو شاعر أمريكي، ولد في 11 نوفمبر 1942 في سينسيناتي في الولايات المتحدة، وتوفي في 12 نوفمبر 1997 في نيويورك في الولايات المتحدة.